# Rice Owls
Rice Owls – nazwa drużyn sportowych Rice University w Houston, biorących udział w akademickich rozgrywkach w American Athletic Conference, organizowanych przez National Collegiate Athletic Association. 

## Sekcje sportowe uczelni
| Mężczyźni - baseball (1) - bieg przełajowy - futbol amerykański - golf - koszykówka - lekkoatletyka - tenis | Kobiety - bieg przełajowy - koszykówka - lekkoatletyka - piłka nożna - pływanie - siatkówka - tenis |

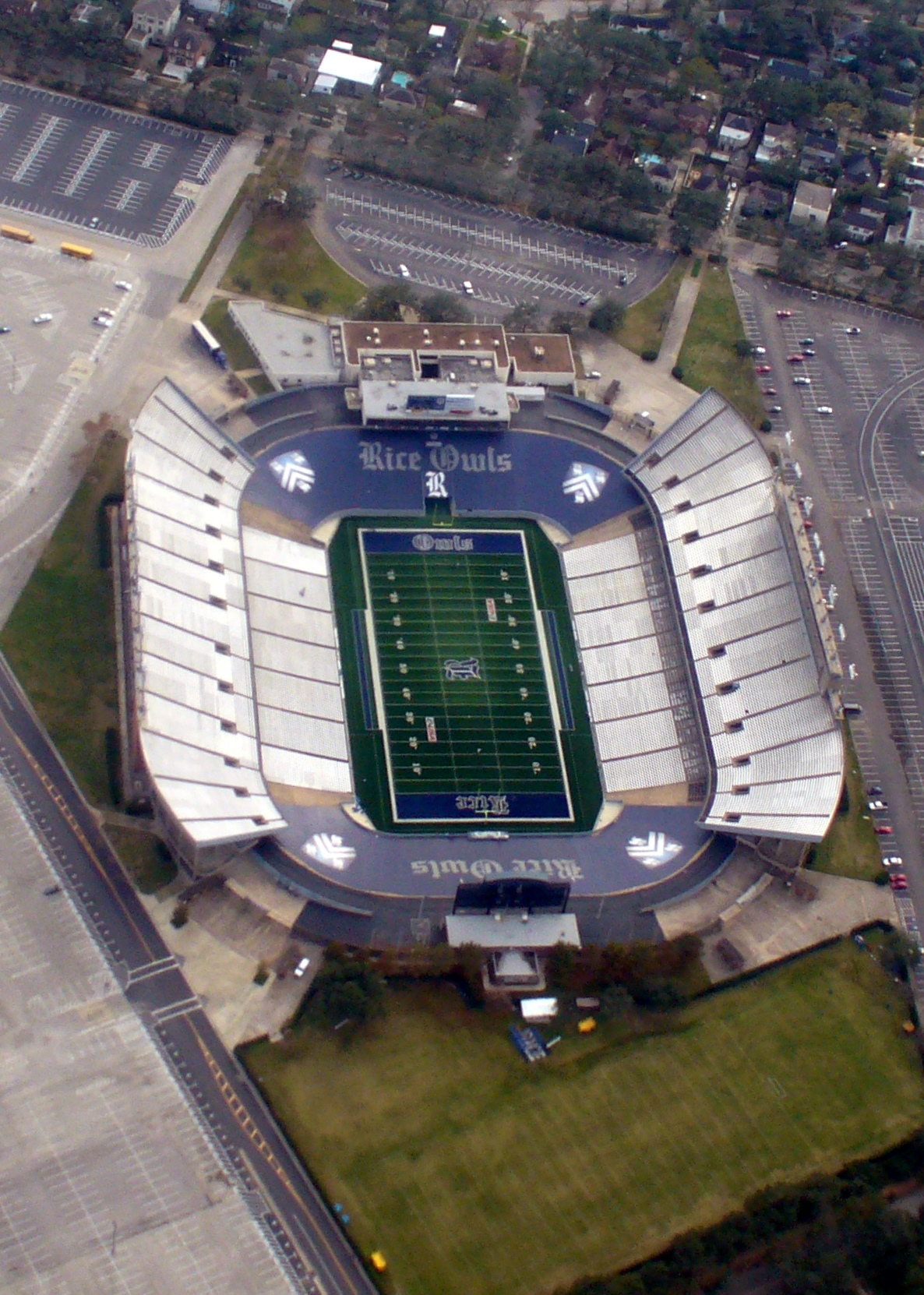
Rice Stadium.

- W nawiasie podano liczbę tytułów mistrzowskich NCAA (stan na 1 lipca 2015)[1]

## Obiekty sportowe
- Rice Stadium – stadion drużyny futbolowej o pojemności 47 000 miejsc[2]
- Tudor Fieldhouse – hala sportowa o pojemności 4 651 miejsc, w której odbywają się mecze koszykówki[3]
- Reckling Park – stadion baseballowy o pojemności 7000 miejsc[4]